# Gold (Scorpions)
Gold è una compilation della band hard rock/heavy metal tedesca Scorpions pubblicata nel 2006. Il doppio cd è formato da 17 tracce ciascuno, il disco presenta brani composti dal 1972 al 2004. Una buona raccolta con la presenza di qualche brano cosiddetto "Album out-take" poiché non presente negli album da studio ufficiali della Band. Si tratta di brani pubblicati come singoli, B-side o inediti presenti in altre raccolte.

## Tracce

### Disco 1
1. It All Depends
2. Speedy's Coming
3. In Trance
4. Pictured Life
5. Catch Your Train
6. Virgin Killer
7. Steamrock Fever
8. We'll Burn the Sky
9. The Sails of Charon
10. Top of the Bill (Live)
11. Loving You Sunday Morning
12. Holiday
13. Lovedrive
14. The Zoo
15. Can't Live Without You
16. Dynamite
17. Blackout

### Disco 2
1. No One Like You – 3:57
2. Rock You Like a Hurricane – 4:11
3. Big City Nights – 4:08
4. Still Loving You – 6:26
5. Rhythm of Love – 3:48
6. Believe in Love – 5:23
7. I Can't Explain – 3:22
8. Tease Me, Please Me – 4:43
9. Don't Believe Her – 4:54
10. Wind of Change – 5:12
11. Send Me an Angel – 4:34
12. Hit Between the Eyes – 4:32
13. Alien Nation – 5:44
14. Under the Same Sun – 4:52
15. Woman – 5:55
16. Over the Top – 4:23
17. Cause I Love You – 3:44